# Serafino Gavazzi
Serafino Gavazzi (Lodi, 1420 – Piacenza, 4-10 agosto 1479) è stato un ingegnere militare italiano attivo nel Ducato di Milano sotto Francesco Sforza e Galeazzo Maria Sforza. Si specializzò nella gestione di grandi cantieri, dalla progettazione all'esecuzione, specializzandosi in fortificazioni e opere difensive e partecipò ad alcune spedizioni militari.

## Biografia
Figlio di Gualtiero e di Stefana Quadro, non si sa nulla della sua formazione come ingegnere o della sua vita a Lodi.

### Carriera sotto Francesco Sforza
Le prime notizie documentate su Serafino Gavazzi risalgono al giugno 1451, quando Francesco Sforza era già insediato a Milano. Due missive ducali da Lodi lo menzionano in relazione alla Rocca di Casalmaggiore, evidenziando la sua competenza nella valutazione e progettazione di strutture fortificate. La sua collaborazione con Alessandro Sforza, fratello del duca, gli valse la presentazione al Duca e l'ottenimento di incarichi sempre più importanti. Nel febbraio 1453, Gavazzi era già a capo di una squadra di "provvisionati" e fu incaricato di trasportare la bombarda che verrà utilizzata nella guerra del Monferrato. In questo periodo, la sua attività fu intensa e diversificata, spaziando dalla cura dell'abitazione ducale di Lodi alla costruzione del nuovo Castello di Porta Regale e alla progettazione della nuova Piazza Castello. Fu inoltre coinvolto nella costruzione di ponti sull'Oglio a Soncino e sull'Adda a Lodi, e nella realizzazione del nuovo Arengario nel Broletto di Lodi. Nel 1458, fu inviato a Parma per studiare la ricostruzione della vecchia cittadella. Tra il 1462 e il 1464, fu attivo a Piacenza, potenziando la cittadella e riedificando i castelli di S. Antonino e del Belvedere. Nel 1463, partecipò alla spedizione militare per la riconquista del Castelletto di Genova.

### Carriera sotto Galeazzo Sforza
Dopo l'inaspettata morte di Francesco Sforza l'8 marzo 1466, Serafino Gavazzi continuò a servire il Ducato sotto il nuovo duca Galeazzo Maria Sforza, il quale gli affidò incarichi di importanza strategica e gli dimostrò personale stima e apprezzamento per il suo operato. Nel 1466, fu impegnato nella costruzione del ponte sul Po a Piacenza. Nel 1468, guidò una spedizione militare per la conquista del castello di Moneta e iniziò i lavori alla fabbrica del castello di Comazzo a Novara. Nel 1469, domò una rivolta nella rocca di Arazzo e lavorò alla rocca di Soncino, progettando la nuova fortezza. Nel 1470, riprese il progetto della cittadella di Parma e, successivamente, nel 1471, fu nominato Capitano della cittadella di Piacenza. Nel 1472 partecipa insieme alle milizie ducali in alcune spedizioni militari in Lunigiana, attivamente durante l’assedio della rocca di Virgoletta. Anche dopo l'assassinio di Galeazzo Maria, continuò a collaborare con il governo di Bona Sforza per rafforzare le difese meridionali dei domini del Ducato. Negli ultimi mesi della sua vita (aprile-agosto 1479), Serafino si occupò di lavori al castello di Piacenza grazie ai proventi del dazio sul vino. Tuttavia, la sua salute peggiorò e la sua situazione economica si fece critica, tanto da dover chiedere un rimborso spese al Commissario di Piacenza. Morì poco dopo, prima di ricevere il rimborso.